# Zinaida Amosova
Zinaida Stepanovna Amosova (in russo Зинаида Степановна Амосова?; 12 gennaio 1950) è un'ex fondista sovietica, dal 1991 cittadina russa.

## Palmarès

### Olimpiadi
- 1 medaglia:
  - 1 oro (Innsbruck 1976 nella staffetta 4x5 km)

### Mondiali
- 3 medaglie:
  - 2 ori (Lahti 1978 nella 10 km; Lahti 1978 nella 20 km)
  - 1 bronzo (Lahti 1978 nella staffetta 4x5 km)